# هیدرین دانتین
هیدرین دانتین (به انگلیسی: Hydrindantin) با فرمول شیمیایی C۱۸H۱۰O۶ یک ترکیب شیمیایی با شناسه پاب‌کم ۲۱۱۸۳ است. که جرم مولی آن ۳۲۲٫۲۶۸ g/mol می‌باشد. 